# Mercury Rev
Mercury Rev é uma banda norte-americana de rock alternativo formada em 1984 em Buffalo, Nova York. Os membros originais eram David Baker (vocais), Jonathan Donahue (vocais, guitarra), Sean Mackowiak, conhecido também como "Grasshopper" (guitarra e clarinete), Suzanne Thorpe (flauta), Dave Fridmann (baixo) e Jimy Chambers (bateria).

## Discografia
As posições nas tabelas listadas são para o Reino Unido, pois não atingiram as tabelas nos E.U.A.

### Álbuns
- Yerself is Steam (1991)
- Boces (1993)
- See You on the Other Side (1995)
- Deserter's Songs (1998) #27
- All is Dream (2001) #11
- The Secret Migration (2005)
- Snowflake Midnight (29 de Setembro de 2008)
- Strange Attractor (álbum em MP3 de download gratuito) (29 de Setembro de 2008)
- The Light in You (2015)
- Bobbie Gentry's The Delta Sweete Revisited (2019)
- Born Horses (2024)

### EPs / singles
- Lego My Ego (1992, editado como uma compilação com Yerself is Steam)
- Car Wash Hair (1992)
- If You Want Me to Stay (1992)
- The Hum is Coming From Her (1993)
- Chasing a Bee (1993)
- Bronx Cheer (1993)
- Something for Joey (1993)
- Everlasting Arm (1995)
- Young Man's Stride (1995)
- Goddess On a Hiway (1998) #26 (reedição em 1999)
- Delta Sun Bottleneck Stomp (1998) #26
- Opus 40 (1999) #31
- Holes (1999) (só na Austrália)
- Nite and Fog (2001)
- The Dark is Rising (2002) #16
- Little Rhymes (2002)
- Secret For A Song (só download da Internet) (2004)
- In A Funny Way (2005) #28
- Across Yer Ocean (2005)

## Em Portugal
Actuaram na Aula Magna lisboeta apresentando o álbum «Snowflake Midnight» a 29 de Novembro de 2008. Apresentaram-se ainda no Optimus Primavera Sound 2012, no Porto, para o 7º concerto do 1º dia do festival, a 7 de junho.